# アーサー・セシル・ピグー
アーサー・セシル・ピグー（Arthur Cecil Pigou [pɪˈguː]、1877年11月18日 - 1959年3月7日）は、イギリスの経済学者。経済学者アルフレッド・マーシャルの後継者であり、「厚生経済学」と呼ばれる分野の確立者として知られる（その名称は、彼の主著『厚生経済学』初版1920年に由来する）。

## 生涯
- イングランド南部のワイト島に生まれる。父はイギリス陸軍将校、母はイギリス貴族の娘。
- 名門パブリック・スクールであるハロー校を首席で卒業する。
- ケンブリッジ大学（キングス・カレッジ）に進む。初めは歴史学を専攻したが、のちに経済学に転向する。
- 1902年にキングス・カレッジのフェローとなる。
- 1908年にアルフレッド・マーシャルの後任として30歳の若さで政治経済学教授となる。
- 1943年まで務める。

## 業績
- ピグーの著作物は膨大だが、特に「3部作」、すなわち『厚生経済学』（初版1920年）、『産業変動論』（初版1927年）、『財政の研究』（初版1928年）が重要とされる。
雇用に関するピグー効果を主張し、創成期のケインズ経済学と真っ向から対立した、そのためケインズ、ケインズサーカス、ケインジアンたちとの大論争を巻き起こした。後の経済学者にピグー・ケインズ論争と呼ばれる。この論争で用いたピグーのケインズ経済学批判は現代経済学においても重要なケインズ経済学批判として認識されている。

- 厚生経済学に先鞭を付けると共に発展に多大な功績を残す。
- ピグー的課税の着想。

### ピグーの第2命題
- ピグーによれば、所得再分配はそれが経済全体のアウトプットを減少させないかぎり、一般に経済的厚生を増大させる（ピグーの第2命題）。この命題は、限界効用逓減の法則から導かれたもので、所得再分配は貧者のより強い欲望を満たすことができるから、欲望充足の総計（これは効用の基数性に基づく）を増大させることは明らかであるとしている（「厚生経済学」）。

### ピグー税・補助金
- 経済活動において市場を通さずに便益を享受したり損失を被ることを外部効果という。これを補正するため、正の外部効果に対しては補助金を交付し、負の外部効果に対しては課税する。このときの課税を、「ピグー税・補助金」あるいは単に「ピグー税」といい、環境経済学の分野などで現在も重視されている。

### ピグー効果とケインズ効果
実質資産純残高（資産マイナス負債）の増加を通じて消費が刺激されることで国民所得が増加する。これをピグー効果という。
これに対して、物価水準Pの下落あるいは名目マネーサプライMの増加によって実質マネーサプライM/Pが増加したとき、利子率の下落を通じて投資が刺激されることで雇用・国民所得が増加する。これをケインズ効果という。

### 完全雇用をめぐるケインズとの論争
- 労働市場における失業の問題に関しては、古典派の立場にたつピグーとこれを批判したケインズの対立がある。
ピグーは、市場の自動調節機能（価格の伸縮性）を肯定する古典派の立場から、労働市場における一時的な失業は価格調整（名目賃金の切り下げによる実質賃金の下落）によって消滅して「完全雇用」が実現されるため非自発的失業は発生しないとした。

- これに対して、ケインズは、古典派の主張するような名目賃金の切り下げが可能であると仮定しても、そのことによる購買力の低下は、物価の下落を招いて実質賃金の下落を抑制する反面、国民所得の減少を招いて失業者をかえって増大させると反論し、「伸縮的な賃金が持続的な完全雇用を維持できる」という古典派の想定を否定した[1]。

- また現実の労働市場では、組合活動などによる名目賃金の下方硬直性（最低賃金のことを指すと考えてよい）が存在していることを指摘し[2]、現在の名目賃金の下で働きたい全ての人が職についた場合の雇用量としての「完全雇用」が実現せず、非自発的失業が発生してしまうとした。そのため、ピグーら古典派の言う需給調整メカニズムは労働市場においては機能しないと主張した。

- これらのことにより、ケインズは非自発的失業は総需要の不足に起因するとして、有効需要の政府による管理を求めた。

## 語録
- 「それ［経済学］は、人間生活の改良の道具である。我々の周りの貧苦と惨めさ、数百万のヨーロッパ人の家庭で消えようとしている希望の明かり、一部の豊かな家庭の有害な贅沢、多数の貧しい家庭を覆う恐るべき不確実性、これらは無視するにはあまりにも明白すぎる悪である。我々の科学が追い求める知識で、これらを統御することができる。暗黒から光を！」（ピグー『厚生経済学』序文）

## 主要著作
- Browning as a Religious Teacher, 1901.
- The Riddle of the Tariff, 1903.
- Principles and Methods of Industrial Peace, 1905.
- Protective & Preferential Import Duties, 1906.
- Wealth and Welfare, 1912.
  - 『ピグー富と厚生』本郷亮訳、名古屋大学出版会、2012年。
- Unemployment, 1914.
  - 『失業問題』玉井茂訳、有斐閣、1921年。
- The Economics of Welfare, 1920.
  - 『ピグウ厚生経済学』気賀健三ほか訳、東洋経済新報社、1953-1955年。
- A Levy on Capital and a Levy on War Wealth, 1920 (London: Humphrey Milford)
- The Political Economy of War, 1922.
  - 『戰争經濟學』高橋清三郎訳、内外社、1932年。
  - 『戦争の経済学』大住龍太郎訳、今日の問題社、1941年。
- Essays in Applied Economics, 1923.
- Industrial Fluctuations, 1927.
- A Study in Public Finance, 1928.
  - 『ピグー財政学』本郷亮訳、名古屋大学出版会、2019年。
- The Theory of Unemployment, 1933.
  - 『失業の理論』篠原泰三訳、実業之日本社、1951年。
- The Economics of Stationary States, 1935.
- Socialism versus Capitalism, 1937.
  - 『計画経済と資本経済』北野熊喜男訳、増進社、1944年。
  - 『社会主義対資本主義』北野熊喜男訳、東洋経済新報社、1952年。
- Employment and Equilibrium, 1941.
  - 『雇傭と均衡』鈴木諒一訳、有斐閣、1951年。
- Lapses from Full Employment, 1944.
- Income : an introduction to economics, 1946.
  - 『所得：経済学入門』塩野谷九十九訳、東洋経済新報社、1952年。
- Aspects of British Economic History 1918-1925, 1947 (London: Macmillan)
- The Veil of Money, 1949. 
  - 『ピグー貨幣論：貨幣はベイルなりや』前田新太郎訳、実業之日本社、1954年。
- Keynes's General Theory: A retrospective view, 1951.
  - 『ケインズ一般理論：回顧的考察』内田忠夫訳、社会思想研究会出版部、1954年。
- Essays in Economics, 1952.
- 論文選集
  - 『ピグー　知識と実践の厚生経済学』高見典和訳、ミネルヴァ書房、2015年。

## 参考資料
- A.C.ピグウ著、気賀健三ほか訳『ピグウ厚生経済学』東洋経済新報社、全4巻、1953-1955。
- 本郷亮『ピグーの思想と経済学 ―ケンブリッジの知的展開のなかで―』名古屋大学出版会、2007年。
- ピグー[著]・本郷亮[訳] 『富と厚生』名古屋大学出版会、2012年。
- ピグー[著]・本郷亮[訳] 『財政学』名古屋大学出版会、2019年。